# De groene maskers
De groene maskers is het 49ste stripverhaal van Jommeke. De reeks wordt getekend door striptekenaar Jef Nys.

## Personages
- Jommeke
- Flip
- Filiberke
- Anatool
- de Groene Maskers en de grootmeester
- kleine rollen : Annemieke, Rozemieke, Pekkie, professor Gobelijn, herbergier en politie van Schapleure, ...

## Verhaal
Het land wordt geteisterd door een dievenbende die voor niets terugdeinst en telkens spoorloos verdwijnt, de Groene Maskers. De Miekes sporen Jommeke aan om de Groene Maskers te zoeken. Op basis van het werkgebied van de Groene Maskers en op goed geluk besluit Jommeke  te gaan zoeken in het dorpje Schapleure. Filiberke en Flip gaan met hem mee en ze krijgen van professor Gobelijn nog een grote dosis slaappillen mee. Van een plaatselijke herbergier horen ze van het spookkasteel van Schapleure waar niemand meer durft komen. Jommeke vermoedt dat het kasteel misschien iets met de Groene Maskers kan te maken hebben. Wanneer ze het kasteel binnendringen, worden ze al snel door de boeven die er verblijven, ontdekt. Een van hen is Anatool die de leider of grootmeester aanraadt de vrienden meteen gevangen te nemen, wat hun lukt.
Flip kan ontsnappen en probeert Jommeke en Filiberke te helpen. Anatool ontdekt dit, maar wordt door de vrienden gevat. Jommeke besluit het uniform en masker van Anatool te gebruiken om eerst de grootmeester gevangen te nemen. Daarna lokt hij de andere boeven met de slaappillen van de professor in de val. De grootmeester en Anatool slagen er nog in te ontsnappen en Filiberke en Flip te vangen. De politie is inmiddels door Jommeke geroepen en zij kunnen de grootmeester vatten. Anatool kan wel ontsnappen. Het verhaal eindigt met de Groene Maskers die weggevoerd worden.

## Achtergronden bij dit verhaal
- Dit is een boevenverhaal, waarbij Jommeke en zijn vrienden een groep schurken zoeken en uiteindelijk kunnen vangen. Afwijkend op andere dergelijke verhalen in de reeks, is dat er deze keer geen achtervolging is, maar dat alles zich in hetzelfde kasteel afspeelt.
- Het fictieve landelijke dorpje Schapleure dankt zijn naam aan een verbastering van het West-Vlaamse dorpje 'Lapscheure'. Het uitzicht van Schapleure en Lapscheure lijken echter niet op elkaar. Zo heeft Schapleure een kasteel op een berg, terwijl Lapscheure vlak is. Schapleure kan ook wijzen op 'chapelure', Frans voor paneermeel.
- Zoals vaak in de vroegere albums van Jommeke ontsnapt Anatool weer op het nippertje op het einde van het verhaal , dit is wel een van de laatste keren dat dit gebeurd.